# Michael Ihiekwe
Michael Uzoukwu Absalom Jude Ihiekwe, né le 20 novembre 1992 à Liverpool, est un footballeur anglais qui joue au poste de défenseur central.

## Biographie
Le 11 mars 2011, il signe son premier contrat professionnel avec Wolverhampton.
En janvier 2014, il est prêté à Cheltenham Town.
Le 10 juin 2014, il rejoint Tranmere Rovers.
Le 25 mai 2017, il rejoint Rotherham United.
Le 22 juin 2022, il rejoint Sheffield Wednesday.

## Palmarès

### En club

#### Avec Rotherham United
- vice-champion d'Angleterre de D3 en 2020.
- Vainqueur de l'EFL Trophy en 2022.

### Distinctions personnelles
- Membre de l'équipe type du Championnat d'Angleterre de troisième division en 2019-2020 et 2021-2022